# 1254 dans les croisades
- Mamelouks :  Chajar ad-Durr, Al-Muizz Izz ad-Dîn Aybak

Cette page regroupe les évènements concernant les Croisades qui sont survenus en 1254 :
- 4 janvier : Saint-Louis envoie une ambassade auprès des Mongols[1].
- 24 avril : Saint-Louis quitte la Terre sainte et retourne en France[2].
- 13 septembre : Héthoum Ier est reçu à la cour du grand khan mongol Möngke, pour l'inciter à attaquer les Mamelouks[2].
- Bohémond VI, prince d'Antioche épouse Sibylle d'Arménie, fille du roi Héthoum Ier d'Arménie[2].